# Kenny van Hummel
Kenny Robert van Hummel (Arnhem, 30 de septiembre de 1982) es un exciclista profesional neerlandés cuyo último equipo fue el Androni Giocattoli-Venezuela.

## Biografía
Anteriormente corría en ciclocrós y dio su paso a ruta en 2006 donde pasó a formar parte del Skil Shimano, único equipo en ciclismo en ruta en el que ha estado hasta el momento. Su paso por el ciclocrós fue bastante destacado ya que en su primer año quedó tercero en el Campeonato Júnior de los Países Bajos. Su primera victoria en esta modalidad fue en 2003 en el ZLM Tour. Desde entonces, ha conseguido varias victorias. Su paso por el ciclocrós llegó a su fin en 2006 cuando decidió marcharse al Skil Shimano. En 2009 afrontó su mejor año como ciclista en ruta consiguiendo varias victorias, incluyendo un segundo puesto en el Campeonato de los Países Bajos de ese año.
El 22 de noviembre de 2014 anunció su retirada del ciclismo tras nueve temporadas como profesional y con 32 años de edad debido a la falta de un equipo de nivel para seguir en la élite.

## Palmarés
| 2007 - Vuelta a Holanda Septentrional 2009 - Tour de Overijssel - 1 etapa de los Cuatro días de Dunkerque - Batavus Prorace - Dutch Food Valley Classic - Tour de Rijke - 2.º en el Campeonato de los Países Bajos en Ruta 2010 - 1 etapa del Tour de Picardie - 1 etapa de la Vuelta a Bélgica - 4 etapas del Tour de Hainan 2011 - Profronde van Drenthe, más 2 etapas - 1 etapa del Tour de Turquía - 3 etapas del Tour de Hainan - Memorial Rik Van Steenbergen | 2012 - 1 etapa del Tour de Picardie 2013 - 1 etapa de la Arctic Race de Noruega 2014 - 1 etapa del Tour de Langkawi - 1 etapa del Tour de Azerbaiyán - 1 etapa de la Vuelta a Venezuela |

## Resultados en Grandes Vueltas
| Carrera | Carrera         | 2006 | 2007 | 2008 | 2009 | 2010 | 2011 | 2012 | 2013 | 2014 |
| ------- | --------------- | ---- | ---- | ---- | ---- | ---- | ---- | ---- | ---- | ---- |
|         | Giro de Italia  | —    | —    | —    | —    | —    | —    | —    | —    | —    |
|         | Tour de Francia | —    | —    | —    | Ab.  | —    | —    | Ab.  | —    | —    |
|         | Vuelta a España | —    | —    | —    | —    | —    | —    | —    | —    | —    |

―: no participa

Ab.: abandono

## Equipos

### Ciclocrós
- Rabobank GS3 (2002-2003)
- Van Hemert-Eurogifts (2004)
- Eurogifts.com (2005)

### Ruta
- Skil-Shimano (2006-2011)
- Vacansoleil-DCM Pro Cycling Team (2012-2013)
- Androni Giocattoli-Venezuela (2014)